# Patrick Joseph Ryan
Patrick Joseph Ryan (auch bekannt als Henri Plisson, * 17. Februar 1934 in Omaha, Nebraska; † 21. August 2006 in Escondido) war ein US-amerikanischer Maler.

## Leben
Ryan studierte an der University of Nebraska und der University of Southern California.
Nach einem zweijährigen Aufenthalt in den 1970er Jahren auf Mallorca wurde er mit seiner ersten großen Ausstellung in Los Angeles bekannt. Er wurde ein gefragter Künstler bei den Hollywood-Stars wie Rock Hudson, Katharine Ross, Aaron
Spelling, Gabe Kaplan, Mary Tyler Moore, Nancy Sinatra und Gene Kelly.
Nach einem Wechsel von der abstrakten Malerei zum impressionistischen Malstil legte er sich den Künstlernamen Henri Plisson zu.